# منتخب هايتي لكرة القدم
منتخب هايتي لكرة القدم (بالفرنسية: Équipe d'Haïti de football)‏ الملقب بالأحمر والأزرق وهو المنتخب الوطني في هايتي ويديره اتحاد هايتي لكرة القدم. شارك في بطولة كأس العالم لكرة القدم مرة واحدة في سنة 1974 التي أقيمت في ألمانيا الغربية أما آخر انجازاته فقد كان تحقيق بطولة كأس الكاريبي 2007.

## وصلات خارجية
- قائمة بيانات المنتخب من الموقع الرسمي للفيفا باللغة العربية